# Île Ducie
L'île Ducie est un atoll inhabité situé dans l'océan Pacifique sud qui fait partie de la colonie britannique des îles Pitcairn depuis son annexion en 1902.

## Géographie
Située à environ 500 km à l'est de l'île Pitcairn, la capitale du territoire, Ducie s'étend sur 2,4 km de longueur (du Nord-Est au Sud-Ouest) et 1,6 km de largeur maximales pour une surface totale de 6 km2. L'altitude de île est au maximum de 4 m. Les quelques arbres qui y poussent s'élèvent jusqu'à 4,30 m de hauteur.
Il s'agit d'une des îles les plus isolées au monde, que très peu de navires ont approchée, et qui n'a vraisemblablement jamais été habitée de manière permanente. C'est une des îles les plus proches du point Nemo.

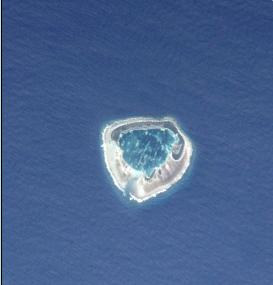
Ducie vue du ciel (image NASA)
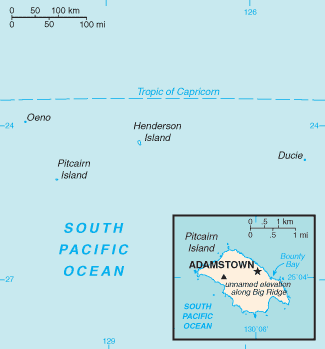
Les îles Pitcairn
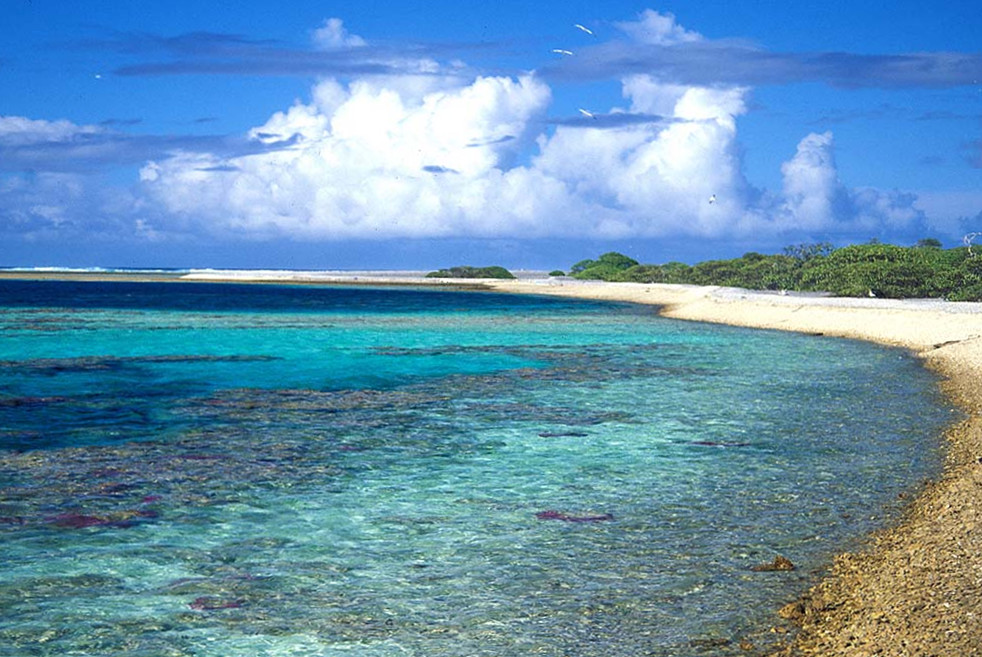
Acadia Island

## Histoire

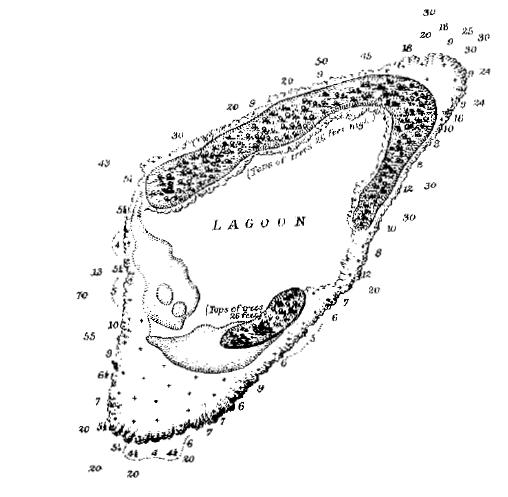
La carte de l'île de Ducie sur la base de la description de Frederick William Beechey en 1825.

L'île est découverte par une expédition espagnole dirigée par le navigateur portugais Pedro Fernandes de Queirós le 26 janvier 1606. Soutenue par le pape Clément VIII et Philippe III d'Espagne, Queirós commande une flotte composée du San Pedro, du San Pablo et du Zabra, surnommée Los Tres Reyes Magos (Les Trois Rois Mages). Le but de l'expédition est de transporter des soldats, des religieux et des vivres pour établir une colonie dans les îles Santa Cruz.
Sur les dix-huit îles découvertes au cours du trajet, l'île de Ducie est la première. Elle reçoit le nom de Luna Puesta. Le même jour, deux autres îles sont aperçues, appelées San Juan Baptista et La Encarnacion (L'Incarnation). Il pourrait bien s'agir de l'île de Pitcairn et de l'île d'Henderson sans qu'il soit possible de savoir quel nom désigne chacune d'elles. Plus tard, la confusion est amplifiée quand une carte produite par l'amiral José de Espinosa désigne l'île de Ducie sous le nom de La Encarnacion.
L'île est redécouverte et renommée en Ducie Island le 16 mars 1791, par le capitaine Edward Edwards du HMS Pandora, parti d'Angleterre en 1790 pour retrouver les mutins du Bounty. Edwards la nomme en l'honneur de Francis Reynolds-Moreton, troisième baron de Ducie, sous les ordres duquel il a servi au début de sa carrière. Le Pandora part ensuite vers le nord, ce qui empêche Edwards de voir les autres îles de l'archipel. Autrement, en poursuivant sa route de manière inchangée, il aurait probablement découvert les mutins du Bounty.
L'équipage du baleinier Essex, coulé par une baleine en novembre 1820, pense à tort avoir dérivé deux mois dans des canots jusqu'à l'île de Ducie. Il s'agit en fait de l'île d'Henderson qu'ils abordent. Le capitaine Thomas Raine du Surrey est le premier homme à avoir débarqué de manière certaine sur l'île en 1820, à la recherche des naufragés de l’Essex. Frederick William Beechey écrit quant à lui la première description complète de l'île alors qu'il navigue à bord du HMS Blossom en novembre 1825. Si aucun membre de l'équipage n'y débarque, des marins naviguent autour à bord de petits canots. Grâce aux travaux de Beechey, la première carte de l'île est publiée en 1826. Elle en est restée la seule carte disponible pendant près d'un siècle.
Le 5 juin 1881, le navire postal Acadia échoue sur l'île alors qu'il revient du district de San Francisco au Pérou, après avoir transmis son courrier. Il est alors en route pour Queenstown ou Falmouth pour récupérer de nouvelles lettres. Le capitaine Stephen George calcule une route qui doit le faire passer entre 24 et 32 kilomètres à l'est de Ducie et laisse le premier lieutenant aux commandes à six heures du matin. Trente minutes plus tard, le lieutenant aperçoit une ligne blanche qu'il prend pour un mirage sur l'océan. Plus tard, il se rend compte qu'il s'agit d'une terre émergée et malgré ses manœuvres, il ne peut éviter de s'échouer. L'équipage tente à plusieurs reprises de renflouer le navire sans résultats et le capitaine décide finalement d'envoyer l'un des canots du navire rallier l'île de Pitcairn. Les habitants lui viennent en aide en rejoignant l'île de Ducie à bord du Edward O'Brien, un navire américain qui secourt l'équipage. Cet accident donne lieu à une enquête judiciaire à Liverpool, sans qu'elle ne statue sur les causes exactes du naufrage. Une erreur de calcul du capitaine pourrait en être à l'origine, ainsi que des courants inconnus qui auraient déporté le navire de sa trajectoire prévue. Quoi qu'il en soit, le capitaine est innocenté. Une pierre commémorant cet épisode est située depuis 1990 sur l'îlot d'Acadia, où s'est produit l'événement. L'épave repose désormais par une dizaine de mètres de fond au large de l'îlot.
En 1969, une proposition est faite pour faire de l'île une « île pour la science » (Science Island) avant d'être envisagée comme site protégé par la convention de Ramsar. Des expéditions d'envergure sont menées pour recenser son biotope, à l'image de l'expédition Whitney South Seas de 1922, celle menée conjointement la National Geographic Society et l’Oceanic Institute Expedition au sud-est de l'Océanie en 1970-1971 et la Smithsonian Expedition en 1975. Plus récemment, d'autres recherches ont été conduites, comme la MV Rambler Expedition du Smithsonian Institute en 1987, la Raleigh International la même année ou la Sir Peter Scott Commemorative Expedition to the Pitcairn Islands en 1991-1992. En dehors de ces expéditions scientifiques, l'île de Ducie est rarement approchée du fait de son isolement. Toutefois, des navires de croisière y exécutent un ou deux débarquements par an. Enfin, des visites non recensées sont aussi effectuées par des chalutiers et des tankers qui y laissent parfois leurs déchets, que ce soit sur l'île ou dans les eaux environnantes.

### Souveraineté
En dépit de la découverte définitive de l'atoll en 1791 par le capitaine Edwards, Ducie n'est pas considérée initialement comme une terre britannique. En 1867, l'île est revendiquée par les Américains dans le cadre du Guano Islands Act, qui autorise toute prise de possession d'un territoire non revendiqué dès lors qu'il contient du guano, une ressource très recherchée au XIXe siècle. Si cette loi a légitimé d'autres prises de possession d'îles du Pacifique par les États-Unis, le cas de l'île Ducie n'est pas tranché et les Britanniques autant que les Américains ne reconnaissent pas les prétentions de l'un ou de l'autre. Plus encore, aucun des deux pays n'estime que la simple découverte suffit à légitimer la possession d'une île. Une procédure de prise de possession est généralement considérée comme nécessaire pour justifier de droits sur une terre. Finalement, les Américains renoncent à réclamer l'île Ducie, à l'image d'autres territoires qu'ils abandonnent.
Par la suite du décret en conseil de 1893 sur le Pacifique, les îles Pitcairn sont gouvernées par le Haut Commissaire pour les Territoires britanniques de l'océan Pacifique occidental, basé sur les îles Fidji. Le 19 décembre 1902, le consul britannique à Tahiti, R.T. Simmons, donne pour mission au capitaine G.F. Jones et à un groupe d'habitants de Pitcairn de se rendre sur les îles environnantes pour les annexer officiellement au nom du Royaume-Uni. L'île Ducie devient ainsi formellement britannique en 1903 et placée sous l'autorité du Haut Commissaire pour le Pacifique occidental. En outre, R.T. Simmons rapporte dans un rapport au Foreign Office que James Russel McCoy, fonctionnaire de Pitcairn, lui a garanti que les îles environnant Pitcairn ont toujours été considérées comme des dépendances de l'île principale et ont régulièrement été visitées par ses habitants. Donald McLoughlin conteste cet état de fait en mentionnant la distance importante entre Pitcairn et Ducie et l'absence parmi les insulaires d'embarcation susceptible d'assurer le trajet. Selon lui, il est fort probable qu'aucun habitant des Pitcairn ne se soit jamais rendu sur Ducie.
Le 4 août 1937, le capitaine J.W. Rivers-Carnac, capitaine du HMS Leander, réaffirme la souveraineté britannique sur Ducie en y déployant le drapeau britannique et en disposant sur l'île des panneaux proclamant que Ducie est la propriété du roi George VI. L'atoll est alors considéré comme d'une importante valeur stratégique en tant que potentielle base pour des hydravions. En 1953, le décret en Conseil sur le Pacifique de 1893 cesse d'être en vigueur et le gouverneur britannique des Fidji est désormais nommé comme gouverneur des Îles Pitcairn, faisant de ces dernières une colonie britannique à part. Une nouvelle constitution pour les Îles Pitcairn entre en vigueur le 10 février 2010, établissant que Ducie et les autres îles sont dirigées par un gouverneur désigné par le monarque britannique.

## Flore
En raison du manque d'eau douce, la végétation de l'île est éparse. Seules deux espèces de plantes vasculaires poussent sur Ducie. Les îlots d'Acadia, Pandora et Edwards sont recouverts d'arbustes de l'espèce Heliotropium foertherianum. L'expédition de 1991 a aussi mis en évidence la présence de Pemphis acidula.
Au cours de l'expédition de Hugh Cuming en 1827 et de la Whitney South Sea Expedition de 1922, des herbes du genre Lepturus ont été retrouvées sur l'îlot d'Acadia. Toutefois, elles ont disparu quand une tempête a dévasté l'atoll peu de temps avant l'expédition du Smithsonian en 1975, au profit d’Heliotropium foertherianum qui est désormais l'espèce dominante voire exclusive. Enfin, des algues de l'ordre des Corallinales peuvent aussi être trouvées comme les Porolithon onkodes, Porolithon gardineri et Caulerpa racemosa.

## Dans la culture populaire
Dans le film Au cœur de l'océan les naufragés du bateau l'Essex s’échouent sur l'île Ducie.